# Paul Stern (Übersetzer)
Paul Stern (* 10. Dezember 1888 in Köln; † Ende Oktober 1944 im Konzentrationslager Auschwitz) war ein deutscher Übersetzer.

## Leben
Er studierte an den Universitäten Bonn, Freiburg und Leipzig Klassische Archäologie und Philosophie. Danach lebte er in Leipzig als Schriftsteller und Übersetzer. 1921 konvertierte Stern zum evangelisch-lutherischen Glauben und wurde am 8. April 1921 in der Peterskirche in Leipzig getauft. Taufpate war sein Freund Hans Nachod. Im Juni 1938 verließ er die evangelische Kirche und konvertierte zum katholischen Glauben. Er wohnte in der Grassistraße 26, nach der Pogromnacht 1938 im Judenhaus Humboldtstraße 10. In dieser Zeit wurde er von den Leipziger Oratorianern unterstützt. Am 13. Januar 1944 wurde er von Leipzig in das Ghetto Theresienstadt deportiert und am 28. Oktober 1944 in das KZ Auschwitz, wo er umgebracht wurde. Paul Stern hatte eine Tochter und einen Sohn, die den Holocaust beide überlebten.

## Veröffentlichungen (Auswahl)
Übersetzungen
- Thomas von Aquin: Die Summe wider die Heiden. In 4 Büchern. Nach der lateinischen Urschrift deutsch von Hans Nachod und Paul Stern. Vorwort von Alois Dempf. Erläuterungen von August Brunner. 6 Bände, Hegner, Leipzig 1935–1937.
- Briefe des Francesco Petrarca. Eine Auswahl. Übersetzt von Hans Nachod und Paul Stern. Verlag Die Runde, Berlin 1931.
- John Henry Newman: Der Traum des Gerontius. The oratory, Birmingham, January 1864. Deutsch von Hans Nachod und Paul Stern, Ostern 1938. Herausgegeben für einen Freundeskreis. [1939].
  - erneut herausgegeben mit einem Nachwort von Werner Becker. St. Benno-Verlag, Leipzig 1959.